# Злом пароля
У криптоаналізі і комп'ютерній безпеці, злом пароля являє собою процес відновлення паролів з даних, які були збережені або передані за допомогою комп'ютерної системи. Загальний підхід складається в тому, щоб підбором вгадати пароль. Інший поширений підхід полягає в тому, щоб сказати, що ви «забули» пароль, а потім змінити його.
Цілями злому пароля можуть бути: допомога користувачеві у відновленні забутого пароля (хоча установка нового паролю представляє меншу загрозу безпеки, але вимагає привілеїв системного адміністрування); отримання несанкціонованого доступу до системи; профілактична міра, коли системні адміністратори перевіряють наскільки легко зламуються паролі. У файловій системі злом пароля використовується для отримання доступу до цифрових доказів, для яких суддя отримав доступ, але для звичайних користувачів доступ обмежений

## Час, необхідний для підбору пароля
Час, необхідний для злому пароля, пов’язаний із розрядністю, яка є мірою ентропії пароля, і деталями того, як пароль зберігається. Більшість методів злому паролів вимагають від комп’ютера створювати багато потенційних паролів, кожен з яких перевіряється. Одним із прикладів є злам грубою силою, під час якого комп’ютер намагається спробувати всі можливі ключі чи паролі, поки це не вдасться. З кількома процесорами цей час можна оптимізувати за допомогою пошуку з останньої можливої групи символів і початку одночасно, при цьому інші процесори розміщуються для пошуку через визначений вибір можливих паролів. Більш поширені методи злому паролів, такі як атаки за словником, перевірка шаблонів і варіації звичайних слів, спрямовані на оптимізацію кількості вгадувань і зазвичай застосовуються перед атаками грубої сили. Вища розрядність пароля експоненційно збільшує кількість паролів-кандидатів, які необхідно перевірити в середньому, щоб відновити пароль, і зменшує ймовірність того, що пароль буде знайдено в будь-якому злому словнику.
Можливість зламувати паролі за допомогою комп’ютерних програм також залежить від кількості можливих паролів за секунду, які можна перевірити. Якщо зловмиснику доступний хеш цільового пароля, це число може складати мільярди або трильйони за секунду, оскільки можлива офлайн-атака. Якщо ні, швидкість залежить від того, чи програмне забезпечення автентифікації обмежує частоту спроб введення пароля через затримки, CAPTCHA або примусове блокування після певної кількості невдалих спроб.
Для деяких типів хешу паролів звичайні настільні комп’ютери можуть тестувати понад сто мільйонів паролів за секунду за допомогою інструментів злому паролів, що працюють на центральному процесорі загального призначення, і мільярди паролів за секунду за допомогою інструментів злому паролів на основі GPU. Швидкість вгадування пароля значною мірою залежить від криптографічної функції, яка використовується системою для створення хешів пароля. Відповідна функція хешування пароля, наприклад bcrypt, на багато порядків краща, ніж проста функція, як-от проста MD5 або SHA. Вибраний користувачем (на відміну від випадково згенерованого) восьмисимвольний пароль із цифрами, змішаним регістром і символами, з відфільтрованими часто вибираними паролями та іншими словниковими збігами досягає приблизно 30-бітної надійності, згідно з NIST. 230 - це лише один мільярд перестановок. Коли звичайні настільні комп’ютери об’єднуються для злому, як це можна зробити з ботнетами, можливості злому паролів значно розширюються. У 2002 році distributed.net успішно знайшла 64-розрядний ключ RC5 за чотири роки, в ході якого брали участь понад 300 000 різних комп’ютерів у різний час і які генерували в середньому понад 12 мільярдів ключів на секунду. 
Графічні процесори можуть пришвидшити злом паролів у 50-100 разів порівняно з комп’ютерами загального призначення для певних алгоритмів хешування. Наприклад, у 2011 році доступні комерційні продукти стверджували про здатність тестувати до 2 800 000 000 паролів NTLM за секунду на стандартному настільному комп’ютері з використанням високоякісного графічного процесора. Однак деякі алгоритми працюють повільно або навіть спеціально розроблені для повільної роботи, у т.ч. на графічних процесорах за рахунок потреби використання великої кількості оперативної пам'яті, та на ASIC. Прикладами є bcrypt, scrypt і Argon2.
Апаратне прискорення в графічному процесорі дозволило використати ресурси для підвищення ефективності та швидкості атаки грубої сили для більшості алгоритмів хешування. У 2012 році Stricture Consulting Group представила кластер із 25 GPU, який досягав швидкості атаки грубою силою 350 мільярдів вгадувань паролів NTLM за секунду, дозволяючи їм перевіряти {\textstyle 95^{8}} комбінацій паролів за 5,5 годин, цього достатньо, щоб зламати всі 8-символьні паролі з букв, цифр і спеціальних символів, які зазвичай використовуються в корпоративних налаштуваннях. Використовуючи ocl-Hashcat Plus на віртуальній кластерній платформі OpenCL, кластер GPU на базі Linux використовувався для «зламу 90 відсотків із 6,5 мільйонів хешів паролів, що належать користувачам LinkedIn».
Індивідуальні настільні комп'ютери можуть перевірити більше ста мільйонів паролів в секунду, використовуючи утиліти для злому паролів, запущених на CPU і мільярди паролів в секунду при використанні утиліт, які використовують GPU See: John the Ripper benchmarks.
Вибраний користувачем пароль з восьми знаків з числами, у змішаному регістрі, і з символами, за оцінками, досягає 30-бітної надійності, згідно з NIST. 2^30 — це один мільярд перестановок  і потрібно в середньому 16 хвилин, щоб зламати його. Коли звичайні настільні комп'ютери об'єднуються для злому, як це може бути зроблено при ботнетах, можливості злому пароля значно розширюються. В 2002 році distributed.net успішно підібрало 64-бітний ключ RC5 за 4 роки, використовуючи більш 300000 різних комп'ютерів в різний час, і генеруючи в середньому понад 12 мільярдів ключів в секунду. Графічні процесори можуть прискорити злом паролів на коефіцієнт з 50 до 100 і більше для комп'ютерів загального призначення. З 2011-го комерційні продукти мають можливість тестування до 2,800,000,000 паролів в секунду на стандартному настільному комп'ютері з використанням потужного графічного процесора. Такий пристрій може зламати 10-символьний пароль в одному регістрі за один день. Слід зазначити, що робота може бути розподілена на кілька комп'ютерів для додаткового прискорення пропорційно числа доступних комп'ютерів з порівнянними GPU.
Незважаючи на свої можливості, настільні процесори повільніше в зломі паролів, ніж спеціально побудовані машини, призначені для злому пароля. У 1998 the Electronic Frontier Foundation (EFF) зібрали виділений зломщик паролів, який використовує FPGA, на відміну від CPU. Їх машина, Deep Crack, зламала 56-бітний ключ DES за 56 годин, тестуючи близько 90 млрд ключів в секунду. У 2010, the Georgia Tech Research Institute розробили метод використання GPGPU для злому паролів, придумуючи мінімально безпечну довжину пароля до 12 символів  У 2010 році Технологічний дослідницький інститут Джорджії розробив метод використання GPGPU для злому паролів, встановивши мінімальну безпечну довжину пароля 12 символів..

## Легко запам'ятати, важко відгадати
Пароль, який легко запам'ятати, як правило, також легко відгадати. Паролі, важкі для запам'ятовування, зменшують безпеку системи, тому що:
а) користувачам може знадобитися записати або в електронному вигляді зберегти пароль; 
б) користувачам необхідно буде часто скидати пароль; 
в) користувачі, швидше за все, повторно використовують той же пароль.
Крім того, більш жорсткі вимоги до надійності пароля, наприклад наявність як малих, так і великих букв і цифр або зміна його щомісяця, збільшують імовірність того, що користувачі зруйнують систему.
У книзі Джеффа Яна та ін. «Запам'ятовуваність і безпека паролів» розглядається вплив порад, даних користувачам про вибір хорошого пароля. Автори виявили, що паролі, складені з перших літер якоїсь фрази також прості в запам'ятовуванні, як звичайні паролі і при цьому також важкі для злому, як довільно згенеровані паролі. Комбінування двох незв'язаних слів також є непоганим методом. Вироблення власного «алгоритму» для генерації неочевидних паролів — ще один хороший спосіб. У світлі останніх поліпшень, все більше людей помічають зміни у забезпеченні таємності паролів.
Разом з тим, прохання до користувачів запам'ятати пароль, що складається зі змішаних малих і великих символів схоже на прохання запам'ятати послідовність біт: важко запам'ятати, і лише трохи складніше зламати (напр., якщо користувач змінює регістр одного символу в 7-символьному паролі, зламати його буде всього у 128 разів складніше). Прохання до користувачам використовувати і букви, і цифри, що часто призводить до простою замінам, як 'E' → '3' й 'I' → '1', добре відомі злодіям. Аналогічно, введення пароля на один рядок вище на клавіатурі також відомий атакуючим прийом.

## Інциденти
16 липня 1998-го CERT повідомив про інцидент, при якому зловмисник знайшов 186 126 зашифрованих паролів. До того часу, як це виявили, він вже зламав 47 642 з них.
У грудні 2009-го був відзначений випадок злому сайту Rockyou.com, що призвело до звільнення 32 мільйонів паролів. Зловмисник потім виклав паролі (без якої-небудь іншої ідентифікаційної інформації) в інтернет. Паролі зберігалися в відкритому вигляді в базі даних і були витягнуті через вразливість за допомогою SQL-ін'єкції. The Imperva Application Defense Center (ADC) зробила аналіз паролів на міцність.
У червні 2011-го НАТО(North Atlantic Treaty Organization, Організація Північноатлантичного договору) була зламана, що призвело до оприлюднення імен і прізвищ, імен користувачів і паролів більш ніж 11 000 користувачів електронного книжкового магазину. Ці дані були вилучені в рамках операції AntiSec, руху, яке включає в себе Anonymous, LulzSec, а також інші групи злому і окремі особи.
11 липня 2011-го сервери Booz Allen Hamilton, великої американської консалтингової фірми, яка виконує значний обсяг робіт для Пентагону, були зламані Anonymous'ом і піддалися витоку в один день. «Витік, названий 'Військовий Кризовий Понеділок' включає 90 000 логінів військовослужбовців, у тому числі працівників Центрального командування США, командування спеціальних операцій США, морської піхоти, різних об'єктів ВВС, Національної безпеки, Державного департаменту з персоналу, і, схоже, приватних підрядників сектора». Ці паролі були захешовані з допомогою SHA-1, і пізніше були розшифровані і проаналізовані командою ADC в Imperva, підтверджуючи, що навіть військовослужбовці використовують ярлики і способи обійти вимоги до паролів.
18 липня 2011-го Microsoft Hotmail заборонила пароль «123456».
У липні 2015 року група, яка називає себе "The Impact Team" викрала дані користувача Ешлі Медісон. Багато паролів було хешовано, використовуючи як відносно сильний bcrypt алгоритм, так і слабший хеш MD5. Напад на останній алгоритм дозволив відновити близько 11 мільйонів паролів відкритого тексту.

## Запобігання злому
Найкращим способом запобігання злому паролів є забезпечення того, щоб зловмисники не могли отримати доступу навіть до хешованих паролів. Наприклад, в операційній системі Unix, хеші паролів спочатку зберігалися у відкритому файлі /etc/passwd. На сучасних Unix (і подібних) системах, з іншого боку, вони зберігаються у файлі /etc/shadow, яка доступна тільки для програм, що працюють з підвищеними привілеями (наприклад, «системними» привілеями). Це створює додаткові складності зловмиснику, який, в першу чергу, повинен отримати хеші паролів. На жаль, багато поширених мережевих протоколи передають паролі у відкритому вигляді або використовують слабкі схеми запитів/відповідей.
В сучасних Unix системах замінили традиційну функцію хешування crypt() на основі DES на більш складні методи, такі як bcrypt і scrypt. Інші системи також стали впроваджувати ці методи. Наприклад, в Cisco IOS спочатку використовувався оборотний шифр Віженер для шифрування паролів, тепер же використовується шифрування md5 з 24 бітової сіллю, коли використовується команда «enable secret» (включити секрет). Ці нові методи використовують великі значення солі, які запобігають масовому нападу на кілька облікових записів одночасно. Алгоритми також набагато повільніше виконуються, що різко збільшує час, необхідний для проведення успішної автономної атаки.
Багато хешів використовуються для зберігання паролів, як, наприклад, з сімейства MD5 і SHA, призначені для швидкого обчислення та ефективної реалізації на апаратному рівні. Як результат, вони неефективні в запобіганні злому паролів, особливо при використанні таких методів, як райдужні таблиці. Використання алгоритмів розтягування ключа, таких як PBKDF2, для формування хеша пароля може значно знизити швидкість, з якою паролі можуть бути перевірені.
Такі рішення, як токени безпеки, дають формальний доказ для постійної зміни пароля. Ці рішення різко зменшують терміни перебору(атакуючий повинен зламати і використовувати пароль протягом однієї зміни) і вони знижують цінність вкрадених паролів внаслідок короткого періоду дії.
У 2013 році був оголошений довгостроковий конкурс для вибору стандартного алгоритму хешування паролів.
Для виключення можливості злому пароля або, принаймні, для ускладнення даного процесу необхідно дотримуватися при його виборі наступних правил:
1. Довжина пароля і кількість використовуваних у ньому символів повинні запобігати злому методом повного перебору (оптимальна довжина – не менше 6 символів, при цьому в паролі повинні бути використані літери, цифри і знаки пунктуації).
2. В якості пароля не рекомендується використовувати будь-які осмислені слова або їх поєднання.
3. В якості пароля не слід використовувати відомості, що мають відношення до особистого життя користувача.

## Способи запобігання злому пароля
1. Відключення LM-хешу пароля. Більшість програм злому паролів працює виключно з хешем паролів LM. Блокувати зберігання хешів пароля LM можна за допомогою трьох методів.
1.Використовувати паролі довжиною не менше 15 символів. Якщо довжина пароля більше 14 символів, система не може генерувати хеш пароля LM.
Відключити зберігання хеш пароля LM в масштабах всієї системи з використанням Group Policy або Local Security Policy. Слід перейти в розділ Computer Configuration\ Windows Settings\Security Settings\ Local Policies, вибрати Security Options і двічі клацнути на пункті Network Security: Do not store LAN Manager hash value on next password change. Клацніть на кнопці Enabled, а потім на кнопці ОК. Або ж можна відредагувати реєстр. Слід відкрити редактор реєстру (наприклад, Regedt32.exe) і перейти в розділ HKEY_LOCAL_ MACHINE\ SYTEM\CurrentControlSet\Control\Lsa. У меню Edit потрібно вибрати пункт Add Key і ввести з клавіатури NoLMHash. Потім необхідно натиснути клавішу Enter, вийти з редактора реєстру і перезавантажити комп'ютер. Для активізації параметра потрібно змінити пароль.
Вставити в спеціальний пароль символ Unicode.
2. Застосування довгих, складних паролів. Паролі повинні мати довжину не менше 15 символів і принаймні деякі елементи складності. За умовчанням в Windows XP і більш новими операційними системами активізовані складні паролі (питання про те, наскільки високий рівень складності паролів Microsoft, залишається відкритим). При використанні пароля завдовжки більше 14 символів створення кешу паролів LM блокується, і більшість інструментів розгадування паролів, в тому числі більшість розрахункових таблиць, виявляються марними. А для розгадування складного пароля неефективними будуть більшість таблиць, які не дозволяють розкрити складні хеші паролів NT за прийнятний період часу. Ситуація може змінитися в міру вдосконалення методів злому паролів.
3. Відключення аутентифікації LAN Manager і NTLM. Більшість аналізаторів паролів успішно діють тільки проти процедур аутентифікації LAN Manager і NTLM. Після вичерпного тестування, що дозволяє переконатися, що така міра не порушить виробничу середу, слід заборонити використання протоколів аутентифікації LAN Manager і NTLM. Зробити це можна за допомогою редактора реєстру або об'єкта Group Policy Object (GPO). Необхідно перейти до Computer Configuration\Windows Settings\Security Settings\Local Policies\Security Options\Network Security: LAN Manager Authentication level і активізувати режим Send NTLMv2 response only/refuse LM & NTLM.
4. Блокування облікових записів. Блокування облікових записів зупинить або принаймні істотно сповільнить більшість атак з розгадуванням пароля. Рекомендується встановити блокування з наступними параметрами:
Поріг блокування облікового запису слід встановити таким чином, щоб число невдалих спроб введення пароля не перевищувало п'яти.
Скидати лічильник блокування (параметр Reset account lockout counter after) через 1 хвилину (мінімальне можливе значення).
Встановити тривалість блокування (параметр Account lockout duration) рівним 1 хвилині.
Побоювання викликає «хробак», що викликає відмову в обслуговуванні (DoS), але якщо «хробак» розгадує паролі, використовуючи логіни користувачів, то краще блокувати навіть законних користувачів, поки «хробак» не буде зупинено. Після того як загроза «хробака» буде усунена, всі облікові записи користувачів активізуються протягом 60 секунд.
5. Примусова заміна паролів з розумною частотою. З Group Policy або Local Security Policy слід перейти в Computer Configuration\Windows Settings\Security Settings\Local Policies\Password Policy і присвоїти параметру Maximum password age значення, що перевищує 90 днів. Витративши досить часу, можна розкрити будь-який пароль з допомогою будь-якої програми розгадування, злому або розрахункової таблиці. Але якщо пароль складний і має довжину не менше 15 символів, то для його злому більшості хакерів потрібно більше 90 днів. Підійде будь-який інтервал зміни пароля, але не слід змінювати паролі занадто часто, щоб користувачі не почали записувати свої паролі на папері.
6. Захист процесу завантаження. Для захисту від фізичної атаки слід використовувати параметри BIOS, заборонивши завантаження з будь-якого пристрою, крім первинного жорсткого диска, а потім захистити BIOS за допомогою пароля. Цей прийом запобігає (або, принаймні, затримає) локальні, фізичні атаки з розгадуванням пароля, в тому числі скидання паролів і витяг хешів паролів.
7. Перейменування облікових записів з широкими повноваженнями. Корисно перейменувати облікові записи з широкими повноваженнями, такі як Administrator, присвоївши їм імена, відмінні від обираних за замовчуванням. Зміна добре відомих імен облікових записів з великими повноваженнями — ефективний захист від багатьох програм автоматизованого відгадування паролів.
8. Додатковий захист облікових записів з широкими повноваженнями.Паролі облікових записів з найбільшими повноваженнями повинні бути самими довгими і складними на підприємстві, з мінімальним інтервалом зміни.
9. Активізація попереджувальних повідомлень на екрані реєстрації.Активізація попереджувальних повідомлень на екрані реєстрації запобігає багато спроби розгадування паролів методом грубої сили, оскільки такі автоматизовані програми, як TSGrinder, не очікують попереджувального повідомлення. Активізувати екранні попередження можна з допомогою Group Policy, перемістившись за консольному дереву в Computer Configuration\Windows Settings\Security Settings\Local Policies\ Security Options і двічі клацнувши на Interactive logon: Message text for users attempting to log on (і пов'язаної з нею функції Interactive logon:Message title for users attempting to log on).
10. Регулярний аудит паролів. І нарешті, слід регулярно проводити перевірки, намагаючись зламати паролі своєї організації з використанням деяких інструментів, перерахованих у врізці «Типи атак на пароль». Зробити це потрібно раніше зломщиків. Результати можна використовувати в якості тесту відповідності, щоб допомогти кінцевим користувачам, що не дотримуються правил, виправити свої помилки.

## Типи атак на пароль
1) Вгадування паролю
Найпоширеніший тип атаки — вгадування пароля. Зломщики можуть вгадувати паролі локально або дистанційно, вручну і з застосуванням автоматичних методів. Іноді вгадати пароль простіше, ніж здається на перший погляд. У налаштуваннях більшості мереж не потрібні довгі і складні паролі, і зломщикові достатньо знайти лише один слабкий пароль, щоб отримати доступ до мережі. Не всі протоколи аутентифікації однаково ефективні проти спроб угадування паролів. Наприклад, процедура аутентифікації LAN Manager нечутлива до регістра символів, тому при відгадуванні пароля не доводиться враховувати регістр букв.
Багато знарядь злому автоматизують процес, вводячи пароль за паролем. Деякі широко поширені інструменти відгадування: Hydra для відгадування будь-яких паролів, в тому числі HTTP, Telnet і Windows; TSGrinder для атак методом «перебору» проти сполук Terminal Services і RDP; SQLRecon для атаки методом «перебору» проти процедури аутентифікації SQL.
В автоматизованих програмах вгадування і злому пароля використовується кілька підходів. Метод «перебору» забирає найбільше часу і є найбільш ефективним. При цьому перебираються всі можливі комбінації символів для пароля при заданому наборі символів (наприклад, abcda | ABCDa | 1234a | !@#$) і максимальній довжині пароля.
Словникові атаки проводяться в припущенні, що більшість паролів складається з цілих слів, дат і чисел, взятих із словника. Для інструментів на базі словникових атак потрібно вхідний словниковий список. Internet можна завантажити різні безкоштовні і комерційні бази даних зі спеціалізованими словниками (наприклад, англійський словник, спорт і навіть лексика «Зоряних воєн»).
При змішаному методі угадування паролів передбачається, що адміністратори мережі вимагають від користувачів, щоб пароль хоча б трохи відрізнявся від терміна зі словника. Правила гібридного вгадування відрізняються у різних інструментах, але в більшості змішуються символи нижнього і верхнього регістрів, додаються цифри в кінці пароля, слова вводяться в зворотному порядку або з граматичними помилками, використовуються такі символи, як @!#. Гібридний режим реалізований в програмах John the Ripper і Cain & Abel.
2) Скидання пароля
Нерідко зломщикам буває простіше скинути пароль, ніж вгадати його. Багато програми вгадування пароля насправді скидають пароль. У більшості випадків зломщик завантажується з дискети або компакт-диска, щоб обійти звичайні засоби захисту Windows. Більшість програм скидання пароля містять завантажувальну версію Linux, яка монтує томи NTFS і допомагає виявити і скинути пароль адміністратора.
Широко використовуваний інструмент скидання пароля — безкоштовна програма ntpasswd, Петера Нордаль-Хагена. Популярний комерційний продукт —Winternals ERD Commander, один з інструментів пакета Winternals Administrator's Pak. Слід пам'ятати, що більшість інструментів скидають локальні паролі адміністратора тільки в локальних базах даних SAM і непридатні для скидання паролів в Active Directory (AD).
3) Злом паролів
Скидання пароля — ефективний підхід, коли потрібен лише доступ до заблокованого комп'ютера, але спроби скидання пароля залучають небажану увагу. Зазвичай злодії віддають перевагу дізнаватися паролі, не скидаючи їх. Злом пароля полягає в перетворенні захопленого хеш пароля (або іншої секретної форми текстового пароля або пакетів «запит-відповідь») в чисто текстовий оригінал. Щоб розкрити пароль, зломщикові необхідні такі інструменти, як екстрактори для розгадування хешу, розрахункові таблиці для пошуку чисто текстових паролів і аналізатори паролів для отримання даних про аутентифікації.
Розгадування хешу. Деякі інструменти злому паролів забезпечують як вилучення, так і злом хеш пароля, але більшості необхідний LM-хеш, щоб почати процес злому. Деякі інструменти придатні для хешів NT. Найбільш поширений екстрактор хеш пароля Windows — сімейство програм Pwdump. За кілька років було випущено багато версій Pwdump, поточна версія — Pwdump4.
Щоб витягти хеші паролів за допомогою Pwdump, необхідно мати адміністративний доступ до локального або віддаленого комп'ютера і можливість використовувати NetBIOS для підключення до ресурсу admin$. Існують способи обійти остання умова, але при роботі тільки з одним інструментом воно обов'язково. При успішному запуску Pwdump4 витягуються хеши паролів LM-і NT, і, якщо функція відстеження історії паролів Windows активна — все хеші більш старих паролів. За замовчуванням Pwdump відображає хеші паролів на екран, але можна направити вивід в файл, а потім переслати в програму злому паролів.
Багато знарядь злому паролів приймають хеші у форматі Pwdump. У таких інструментах процес злому зазвичай починається з генерації ряду можливих паролів, які потім гешуються і хеші порівнюються з витягнутим хешем.
Типові програми злому паролів — John the Ripper та Cain & Abel. Випускаються версії John the Ripper для UNIX і Windows. Це дуже швидкий інструмент, що працює з командного рядка, який поставляється з модулем розширення для розподілених обчислень. Cain & Abel забезпечує злом більше 20 типів хешів паролів, в тому числі LM, NT, Cisco і RDP.
Розрахункові таблиці. Сучасні програми злому паролів генерують всі можливі паролі та їх хеші в даній системі і вводять результати в таблицю перетворення, іменовану розрахунковою. Витягуючи хеш з цільової системи, зломщик може просто звернутися до розрахункової таблиці і відшукати лише текстовий пароль. Деякі програми (і Web-вузли) за пару секунд зламують будь хеші LM з використанням розрахункової таблиці. Можна придбати дуже великі таблиці, розміри яких становлять від сотень мегабайтів до сотень гігабайт, або генерувати власну з використанням Rainbow Crack. Метод захисту від розрахункових таблиць — відключити хеші LM і використовувати довгі складні паролі.
4) Аналіз паролів. Деякі програми злому паролів аналізують трафік аутентифікації між клієнтом і сервером і витягують хеши паролів, або достатню інформацію для початку процедури злому. Cain & Abel аналізує трафік аутентифікації і зламує витягнуті хеши. Інші програми аналізу і злому паролів — ScoopLM [10] і KerbCrack [11], які працюють з трафіком аутентифікації Kerberos. Жодна з цих програм не годиться для зламу трафіку аутентифікації NTLNv2.
5) Захоплення паролів
Багато зломщиків захоплюють паролі, просто встановлюючи для реєстрації натискань на клавіші «троянських коней» або одне з багатьох фізичних пристроїв контролю над клавіатурою. Компанія Symantec повідомляє, що 82% найбільш широко використовуваних шкідливих програм крадуть конфіденційну інформацію. Більшість краде паролі. За 99 доларів будь-який бажаючий може придбати клавіатурний реєстратор, який записує понад 2 млн натискань на клавіші. Фізичний пристрій довжиною менше 2,5 см легко вставити між шнуром клавіатури і портом комп'ютера. Крім того, не становить праці перехоплювати паролі з бездротових клавіатур навіть на відстані кварталу.

## Програмне забезпечення
Є багато утиліт для злому паролів, найбільш популярні з них: Cain and Abel, John the Ripper, Hashcat, Hydra, DaveGrohl і ElcomSoft. Багато пакетів для програмно-технічної експертизи також включають функціональність для злому паролів. Більшість цих пакетів використовують суміш стратегій злому, з методом грубої сили і атаки по словнику, що виявилися найбільш продуктивними, однак найбільш успішні пакети програмного забезпечення є приватними і не публікуються.
Збільшення доступності комп'ютерної потужності і нове автоматизоване ПЗ з дружнім та зрозумілим інтерфейсом для злому пароля для багатьох систем захисту призводить до використання ними скрипт-кідді.